# 馬迪利亞 (明尼蘇達州)
馬迪利亞（英語：Madelia，/məˈdiːli.ə/ mə-DEE-lee-ə）是一個位於美國明尼蘇達州沃通旺縣的城市。

## 歷史
馬迪利亞於1857年設立，1872年升格為城市，得名自首位定居者的女兒。 馬迪利亞的郵局自1860年營運至今。

## 人口
根據2020年美國人口普查的數據，馬迪利亞的面積為3.92平方千米，皆為陸地。當地共有人口2396人，而人口密度為每平方千米611人。